# Gallicana
Gallicana är ett släkte av insekter. Gallicana ingår i familjen spottstritar.
Kladogram enligt Catalogue of Life:
| Gallicana | \| \| Gallicana grisea \| \| \| \| \| \| Gallicana royeri \| \| \| \| |
|           | \| \| Gallicana grisea \| \| \| \| \| \| Gallicana royeri \| \| \| \| |
|           | Gallicana grisea                                                      |
|           |                                                                       |
|           | Gallicana royeri                                                      |
|           |                                                                       |